# Harry Potter and the Half-Blood Prince
Harry Potter and the Half-Blood Prince (Brasil: Harry Potter e o Enigma do Príncipe / Portugal: Harry Potter e o Príncipe Misterioso) é um romance de fantasia escrito pela britânica J. K. Rowling, sendo o sexto dos sete volumes da série Harry Potter. Retomando os passos de Harry no mundo bruxo, o jovem, agora em seu sexto ano na Escola de Magia e Bruxaria de Hogwarts, prepara-se para a batalha final contra Lord Voldemort, cujo poder aumenta ininterruptamente. Em sessões privadas com o diretor Alvo Dumbledore, Harry vasculha o passado de Voldemort para obter respostas em como destruí-lo.
O livro foi publicado no Reino Unido pela editora Bloomsbury e em outro países anglófonos em 16 de julho de 2005, contando com uma impressão inicial de 10,8 milhões de cópias. Em contrapartida, a Editorial Presença publicou-o em Portugal, no dia 15 de outubro, e a editora Rocco no Brasil, em 26 de novembro do mesmo ano, em ambos os casos adotando títulos que não seguiram a tradução literal do original: Harry Potter e o Príncipe Misterioso, em Portugal, e Harry Potter e o Enigma do Príncipe, no Brasil.
Com críticas predominantemente positivas, a obra alcançou o sucesso comercial e quebrou recordes de vendas, vencendo diversos prêmios literários, o que resultou em uma grande aceitação por parte da indústria literária. Numerosas análises constituídas ao romance giraram em torno da evolução do estilo literário de Rowling, que se distanciou do tom infantil ao qual havia construído seus livros anteriores e enfatizou o cenário sombrio que rege a história. O considerável crescimento de Harry e de outros personagens adolescentes também atraiu muita atenção. No entanto, o fato de alguns aspectos finais parecerem previsíveis foi objeto de diversos comentários negativos. Alguns consideram o amor, a morte, a confiança e a redenção como os temas principais. A obra vendeu nove milhões de cópias nas primeiras 24 horas após a publicação, um recorde quebrado somente por sua sequência, Harry Potter e as Relíquias da Morte.
A adaptação cinematográfica do livro dirigida por David Yates foi lançada em 2009 e arrecadou mais de 934 milhões de dólares ao redor do mundo, assegurando sua entrada na lista de filmes de maior bilheteria. Jogos eletrônicos baseados em Harry Potter e o Enigma do Príncipe também foram lançados para diversas plataformas.

## Trama
Dumbledore busca Harry na casa de seus tios com a intenção de levá-lo para a Toca, casa de seu melhor amigo Rony e sua família. No caminho, eles fazem um desvio para a casa de Horácio Slughorn, antigo professor de poções em Hogwarts, onde Harry inconscientemente ajuda Dumbledore em persuadir o professor a voltar a lecionar na escola. Finalmente, eles dirigem-se até a Toca, na qual Hermione já havia chegado.
Severo Snape, membro da Ordem da Fênix, se encontra com Narcissa Malfoy e sua irmã Belatriz Lestrange, fiel adepta a Voldemort. Narcissa expressa seu medo e preocupação de que seu filho Draco não sobreviva a uma missão perigosa, atribuída por Lord Voldemort. Snape, então, efetua o Voto Perpétuo, prometendo sua vida em troca de proteger Draco na missão.

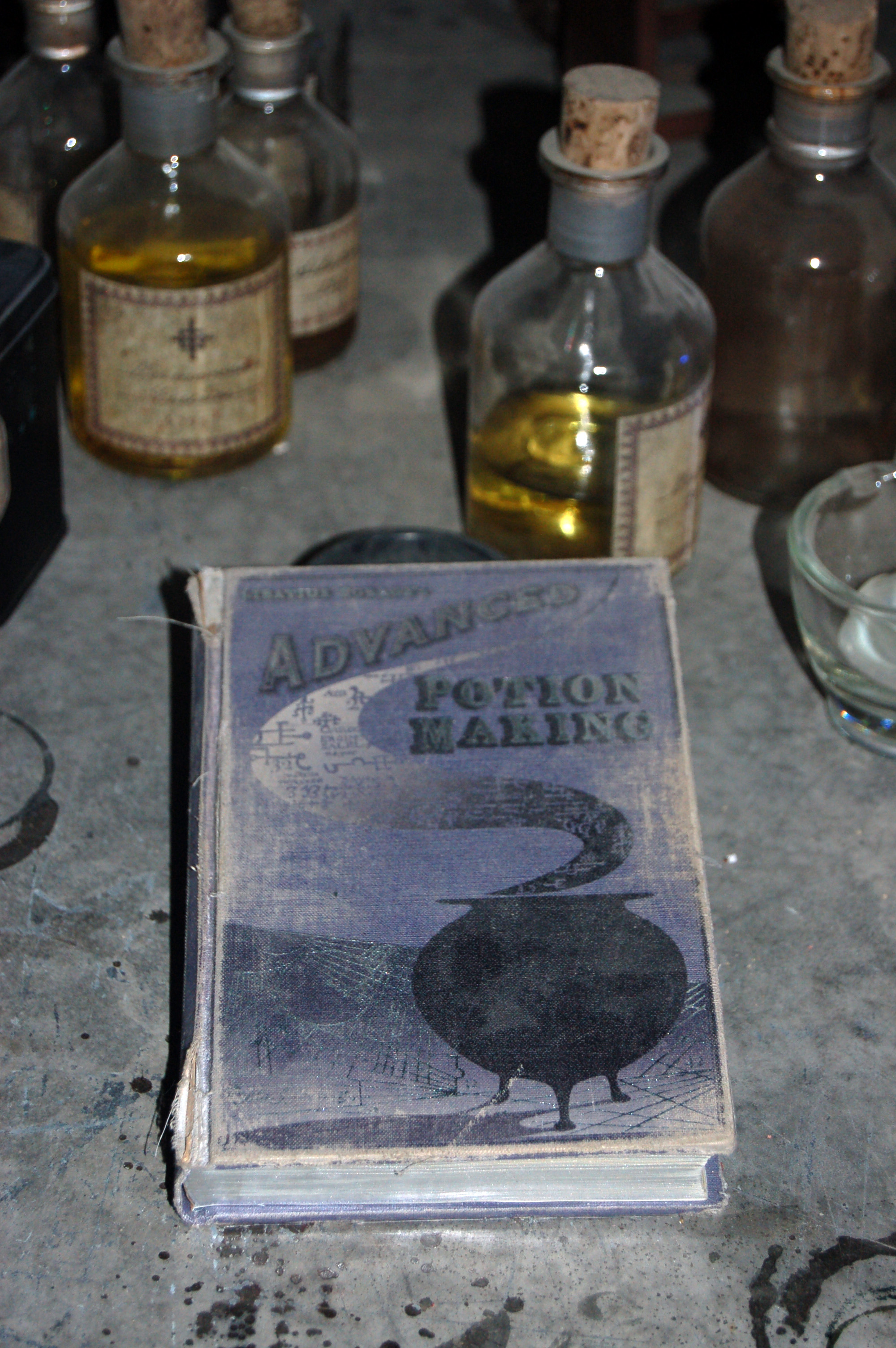
Representação do livro de poções do Príncipe Mestiço

Em sua primeira aula de poções em Hogwarts, Harry encontra um livro que uma vez pertenceu ao "Príncipe Mestiço", um antigo e misterioso aluno que escreveu inúmeras dicas e feitiços em seu livro de poções. Harry usa as informações para atingir soberbos resultados. Depois de uma disputa com a sala, as dicas do Príncipe Mestiço ajudam Harry a ganhar um frasco de Felix Felicis, mais conhecido como "sorte líquida".
Crendo que Harry precisa conhecer o passado de Voldemort para ganhar vantagem em uma batalha profetizada, Dumbledore agenda reuniões frequentes com o garoto em seu gabinete. Durante as reuniões, Dumbledore e Harry usam a "penseira", objeto de processamento de lembranças, para analisar memórias daqueles que já tiveram contato direto com Voldemort. Harry descobre sobre a família de Voldemort, seu desenvolvimento como assassino e sua obsessão por poder e imortalidade. Dumbledore mostra a Harry uma memória envolvendo uma conversa entre Slughorn e Tom Riddle em Hogwarts, a qual foi claramente modificada. O diretor, então, atribuí a Harry a tarefa de convencer o professor de poções a entregá-lo a memória verdadeira para que Dumbledore confirme suas suspeitas sobre a ascensão de Voldemort ao poder e a quase invencibilidade. Isso é vital para derrotar Voldemort.
Depois de receber um convite para o funeral de Aragog, a aranha gigante de Hagrid, Harry toma a dose de Felix Felicis 
e adquire a memória real de Slughorn no funeral. Ao assistir a memória, Harry e Dumbledore descobrem que Slughorn conta a Riddle sobre o processo de dividir sua alma e abrigar as parcelas em objetos chamados Horcruxes. A única maneira de um bruxo conseguir transformar um objeto em uma Horcrux é cometendo um assassinato. Voldemort criou seis, tornando-se potencialmente imortal, colocando um pedaço de sua alma em cada um e mantendo a sétima e última em seu próprio corpo. Dumbledore explica que para destruir Voldemort, todas as Horcruxes devem ser destruídas primeiro. Duas Horcruxes, o diário de Tom Riddle em Harry Potter e a Câmara Secreta e um anel que pertencia ao avô de Voldemort, já foram destruídas, restando apenas quatro.
Ao final do ano, Harry e Dumbledore viajam para uma caverna ao suspeitarem a presença de uma Horcrux, o medalhão de Sonserina. Dumbledore encontra uma passagem secreta que os leva até um imenso e escuro lago subterrâneo, o qual Harry e Dumbledore atravessam em um barco pequeno até uma pequena ilha no centro. O medalhão se localiza no fundo de um recipiente coberto por uma poção, que deve ser tomada para que se alcance o medalhão. Harry socorre Dumbledore, que bebe a poção e o causa alucinações e uma dor imensa. Mesmo estando altamente fraco, Dumbledore e o garoto lutam juntos contra os Inferis de Voldemort, que se escondiam debaixo do lago. Eles apanham o medalhão e retornam a Hogwarts, onde encontram a Marca Negra no céu. Harry e Dumbledore sobem para a torre onde a marca fora lançada e se deparam com Draco Malfoy e Comensais da Morte que ele ajudou a adentrar no castelo. Dumbledore petrifica Harry e o cobre com sua capa da invisibilidade para esconde-lo. Draco desarma Dumbledore e o ameaça de morte, revelando a missão de Voldemort. Draco se rende e Snape mata Dumbledore em seu lugar. Harry ignora a batalha que ocorre em Hogwarts e vai atrás do assassino de Dumbledore. Após lutar contra Harry, Snape revela que é o Príncipe Mestiço e foge junto com Draco e os outros Comensais.
Após o funeral de Dumbledore, Harry descobre que o medalhão era falso, e encontra um bilhete de alguém chamado "R.A.B.". Harry se encontra frustrado e conta a seus amigos que não retornará a Hogwarts no ano seguinte. Ao contrário, irá passar o ano procurando pelas Horcruxes. Rony e Hermione anunciam que se juntarão a ele na tarefa de destruir Voldemort para sempre.

## Antecedentes e desenvolvimento

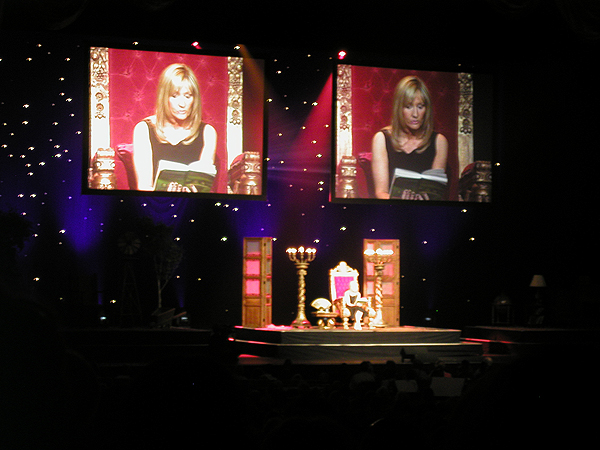
Rowling realizando uma leitura do livro

Rowling declarou que tinha Harry Potter e o Enigma do Príncipe "planejado por anos", porém que levou dois meses inteiros somente para revisar o planejamento antes de realmente começar a escrever. Tal fato se deve a quando estava escrevendo Harry Potter e o Cálice de Fogo, ocasião em que não revisou o plano que tinha para o livro e teve de reescrever um terço do mesmo. Ela começou a escrever o livro antes de seu segundo filho, David, nascer; no entanto, tirou um tempo para cuidar dele, já que era impossível conciliar as "oito ou nove horas diárias" que levava para redigir suas obras com a dedicação na criação de seus filhos.
Em uma declaração, Rowling disse que o título do livro foi primeiramente pensado para o segundo romance da série, Harry Potter e a Câmara Secreta, porém descartou a ideia junto com diversos elementos do livro por conter muitas informações em pouco tempo, e que elas pertenciam ao sexto livro. O primeiro capítulo, "O Outro Ministro", que apresenta o Primeiro Ministro trouxa se encontrando com o Ministro da Magia Cornélio Fudge e Rufus Scrimgeour, seu sucessor, foi um conceito que a escritora tentou introduzir como primeiro capítulo de a Pedra Filosofal, o Prisioneiro de Azkaban e a Ordem da Fênix; contudo, optou por incluí-lo em o Enigma do Príncipe, pois "finalmente deu certo".
Embora tenha declarado que o Cálice de Fogo foi o livro que mais apresentou dificuldades na escrita, Rowling apontou que se encontrava "seriamente desesperada" ao escrever o final do romance. Quando indagada se gostava do livro, respondeu: "gosto mais do que gostava de 'Cálice' [de fogo], [a ordem da] 'Fênix' e [a] 'Câmara' [secreta] quando os finalizei. O sexto livro transmite o que eu queria que transmitisse e mesmo que ninguém goste dele (e alguns não irão gostar), eu sei que ele continuará sendo um dos meus favoritos da série. Afinal, você precisa se agradar antes de agradar qualquer outro!" Quase um ano antes de sua publicação, a escritora pronunciou em seu site oficial que desejava a morte de outro personagem (desde o quarto livro, tem usado a morte de personagens como artificio literário para finalizar os livros). Tal anúncio foi sucedido por uma série de apostas que discutiam qual deles seria morto no livro.
Rowling revelou o título Enigma do Princípe em seu site oficial em 24 de junho de 2004. Em 21 de dezembro do mesmo ano, ela anunciou que havia terminado de escrevê-lo e divulgou a data prevista da publicação, 16 de julho do ano seguinte. A editora Bloomsbury revelou a capa da obra em 8 de março de 2005. Visto que o livro foi publicado na época do nascimento de sua filha, Rowling dedicou-a a obra como seu gêmeo:
| “ | A Mackenzie, minha linda filha, dedico o seu gêmeo de tinta e papel. | ” |

## Publicação

### Controvérsias

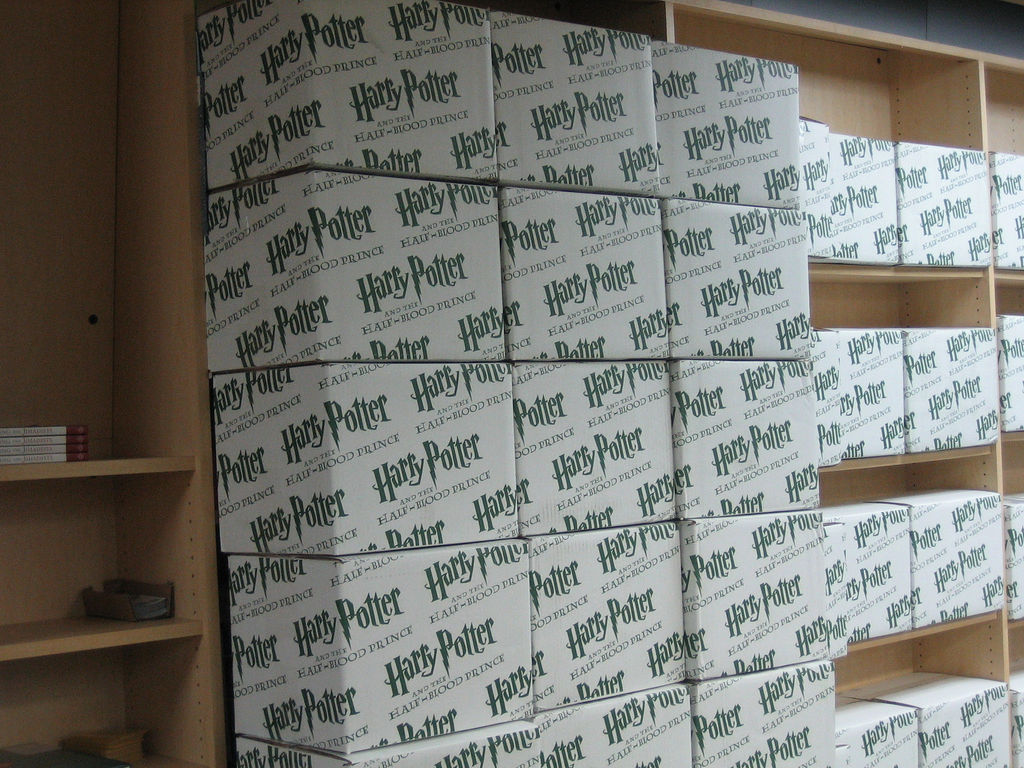
Caixas de Harry Potter e o Enigma do Príncipe armazenadas antes da data de lançamento

Antes do lançamento mundial do livro, uma série de controvérsias surgiram. Em maio de 2005, várias casas de apostas do Reino Unido encerraram discussões de qual personagem principal morreria no livro após levantamento de um possível vazamento. Várias apostas de alto valor foram feitas sobre a morte de Alvo Dumbledore, especialmente na cidade de Bungay, Reino Unido, onde se acreditava que o livro estava sendo impresso na época. As apostas foram posteriormente perseveradas. Adicionalmente, em resposta a campanha do Greenpeace em usar papel reciclado nas obras de grandes autores, a Bloomsbury publicou o livro usando 30% do material.
No começo de julho de 2005, a rede de hipermercados Real Canadian Superstore, em Coquitlam, Colúmbia Britânica, Canadá, acidentalmente vendeu catorze cópias de o Enigma do Príncipe antes da data de lançamento autorizada. A editora canadense Raincoast Books obteve uma liminar da Suprema Corte da Colúmbia Britânica que proibiu os consumidores de lerem os livros ou discutir o conteúdo antes da data oficial de publicação. Foram oferecidas aos compradores uma camisa da série Harry Potter e uma cópia autografada do livro se devolvessem as suas até 16 de julho.
Em 15 de julho, menos de doze horas antes das vendas do livro começarem na Zona de Tempo Oriental, a Raincost avisou à The Globe and Mail que se publicassem uma crítica de um escritor canadense a meia-noite, como haviam prometido, seria visto como uma violação do mandato judicial. A liminar desencadeou uma série de notícias alegando que a mesma restringiu direitos fundamentais. O professor de direito canadense Michael Geist comentou sobre o assunto em seu blog; Richard Matthew Stallman clamou por um boicote e cobrou um pedido de desculpas por parte da editora. A The Globe and Mail postou críticas de dois escritores britânicos em sua edição do dia 16 de julho e postou a crítica do escritor canadense em seu website as nove horas daquela manhã. A Raincoast também concedeu uma explicação e esclarecimento sobre o acontecimento em seu sítio.

### Lançamento e publicidade

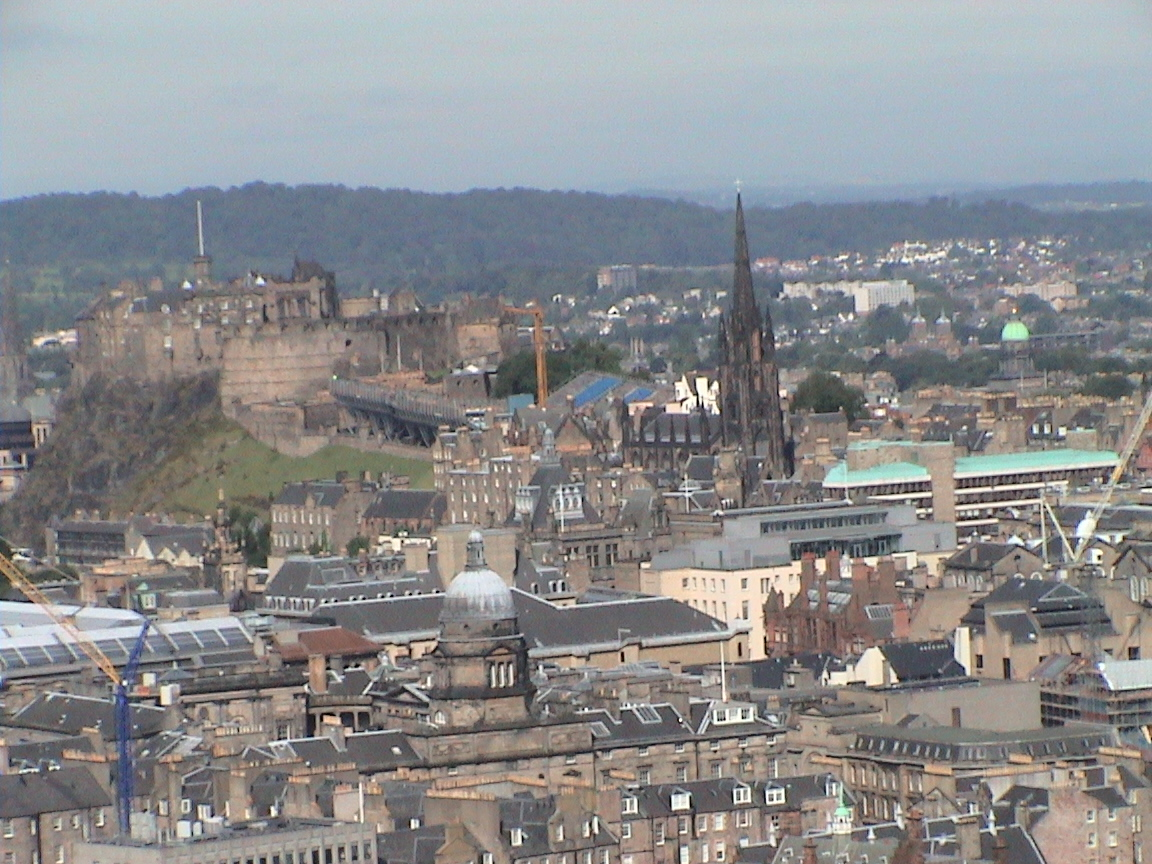
Vista de Edimburgo, Escócia. O Castelo de Edimburgo foi usado como palco de um evento de lançamento do livro.

No começo de julho de 2005, a Bloomsbury iniciou uma campanha multimilionária para promover o livro ao redor de várias cidades do Reino Unido. Fundamentado nisso, dois mil ônibus começaram a circular pelo país e Irlanda contendo a capa do livro e a frase "All Aboard For Harry" ("Todos a bordo por Harry", no português) impressos em suas laterais. A editora também forneceu a diversas livrarias um relógio com uma contagem regressiva de dezesseis dias, registrando o tempo que faltava para o lançamento da obra e seus diversos eventos. Ademais, também distribuiu cartazes publicitários com o slogan "A hora mágica se aproxima - ajuste seu alarme" (em inglês:  The Wizarding Hour Approaches - Set Your Alarm). Foi organizado um concurso em que setenta jovens tiveram a chance de serem os primeiros a adquirir o livro em um evento dirigido por Rowling, que também autografou suas cópias, e contou com a presença de mais de dois mil fãs. O evento ocorreu no Castelo de Edimburgo, o qual foi decorado tematicamente para se parecer com o castelo de Hogwarts, palco principal do universo de Harry Potter, durante uma semana inteira.
Semelhantemente, a Scholastic realizou um sorteio em bibliotecas públicas dos cinquenta estados dos Estados Unidos, cujo prêmio tratou-se de uma cópia da primeira edição de o Enigma do Príncipe autografada por Rowling.
Com uma circulação inicial de 10,8 milhões de exemplares no território ocidental, todas as edições em língua inglesa de Harry Potter e o Enigma do Príncipe foram colocadas a venda um minuto após a meia-noite do dia 16 de julho de 2005. Para a ocasião, um grande número de livrarias e centros comerciais de vários países permaneceram abertos durante a noite inteira da véspera de lançamento. Os eventos atraíram uma grande cobertura por parte dos meios de comunicação. Previsto para ser lançado a meia-noite do dia 26 de novembro de 2005, os livros começaram a ser vendidos na noite do dia anterior no Brasil. Segundo uma funcionária de uma livraria de um shopping em São Paulo, o livro já estava disponível a partir das oito horas do dia 25. O romance contou com uma tiragem inicial de 350 mil exemplares no país e 150 mil em Portugal.

## Análise

### Estrutura e gênero
Nos dois primeiros capítulos do romance, é adotado, pela terceira vez, um ponto de vista diferente de Harry. Anteriormente, a figura do narrador-onisciente fora utilizada pela escritora nos primeiros capítulos de a Pedra Filosofal e o Cálice de Fogo. Em o Enigma do Príncipe, a história começa a ser narrada pelo primeiro-ministro britânico, enquanto o segundo capítulo é narrado por Narcissa Malfoy; Harry se encontra ausente em ambos os episódios. Rowling afirmou que tentou mostrar "nos primeiros capítulos que o conflito está se intensificando cada vez mais", enfatizando a ascensão do principal antagonista da série ao poder. De acordo com a mesma, o livro indica a chegada do fim. Diante disso, a estrutura na qual o romance é construído torna-o o mais dependente de toda a série, uma vez que atua mais como um prelúdio para Harry Potter e as Relíquias da Morte do que como uma aventura autônoma.
Segundo Stephen King, os livros de Harry Potter são "perspicazes contos de mistério", e cada livro é construído no estilo das aventura de Sherlock Holmes, nas quais uma série de pistas são escondidas na sequência narrativa, enquanto os personagens perseguem uma série de suspeitos ao longo de cenários incomuns que conduzem a uma conclusão inesperada. A técnica foreshadowing, na qual o autor insinua fragmentos da história que ainda estão por vir, é constantemente usada para relacionar aspectos descritos em a Câmara Secreta com o sexto volume da série.

### Atmosfera e temas

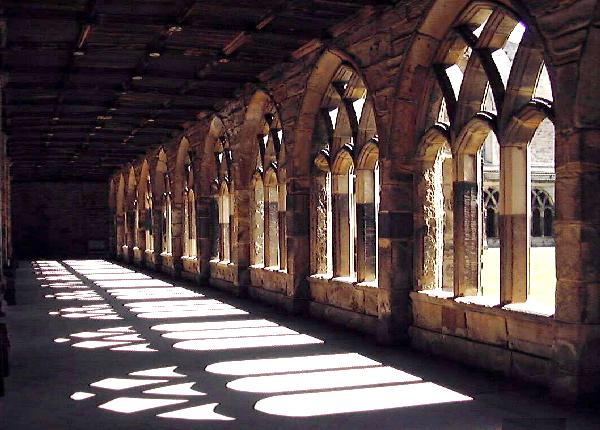
De acordo com diversos críticos, o livro inspira um tom mais sombrio comparado aos outros romances de Harry Potter

Alguns críticos constataram que o Enigma do Príncipe contém uma tensão mais sombria do que os outros livros da série. A analista Yvonne Zipp, do The Christian Science Monitor, considera que a primeira metade do livro contém um tom mais claro para suavizar o final infeliz. A crítica do The Boston Globe, Liz Rosenberg, escreveu, "os momentos alegres [ficam] mais escassos à medida que a série fica mais obscura... [há] uma nova carga de tristeza e escuridão. Fiquei depressiva faltando apenas um terço para terminar o livro". Ela também comparou o cenário com as representações de Charles Dickens sobre Londres, como "melancólico, destruído e iluminado a ouro como qualquer personagem vivo". Christopher Paolini nomeou o tom sombrio de "inquietante", visto que era muito diferente dos livros anteriores. Liesl Schillinger, uma contribuinte do The New York Times, também notou que o Enigma do Príncipe é "muito mais escuro", mas "levedado com humor, romance e um diálogo mal-humorado". Ela indicou uma ligação aos ataques de 11 de setembro de 2001, dado que os romances mais sombrios da série foram escritos depois dos acontecimentos. David Kipen, crítico do San Francisco Chronicle, considerou a "escuridão como um sintoma dos nossos tempos paranoicos" e destacou toques de recolher e buscas que fizeram parte da tensa segurança de Hogwarts como uma analogia do nosso mundo atual.
Julia Keller, crítica do Chicago Tribune, salientou o humor encontrado no romance e alegou ser o sucessor da saga Harry Potter. Ela reconheceu que "os livros são obscuros e assustadores em parte", porém "nenhuma escuridão em o Enigma do Príncipe...é tão grande que não possa ser amortizada por um sorriso ou risinho." Ela supôs que Rowling quis sugerir que tempos difíceis podem ser otimizados com imaginação, esperança e humor, e comparou tal conceito com as obras Uma Dobra no Tempo, por Madeleine L'Engle, e O Vento nos Salgueiros, por Kenneth Grahame.
O tema principal do livro é a morte. Segundo a autora, a temática habita a obra desde o início: "a morte aparece não apenas como uma palavra ou pensamento, mas como uma possibilidade, uma evidência e uma realidade". Contudo, não se descarta que o tema de perda da inocência esteja presente em seus textos: "Acredito que desde a Ordem da Fênix seu crescimento é visto", diz ela referindo-se ao desenvolvimento de seus protagonistas. Rosenberg escreveu que os dois principais temas de o Enigma do Príncipe são amor e morte, e enalteceu a "afirmação de suas posições centrais na vida real". Ela sentiu o amor representado de diversas formas: o amor de um pai e seu filho, professor e aluno, e os romances que se desenvolveram entre os personagens principais. Zipp previu confiança e redenção como temas esperados a continuar no último livro: "adicionaria uma camada maior de matiz e complexidade a alguns personagens". Deepti Hajela também apontou o desenvolvimento do personagem de Harry, dizendo que ele "não é mais uma criança bruxa, é um jovem, determinado a procurar e enfrentar os desafios de um jovem". Paolini teve opiniões semelhantes, alegando que "as crianças cresceram [...] eles agem como verdadeiros adolescentes."

## Recepção

### Recepção da crítica

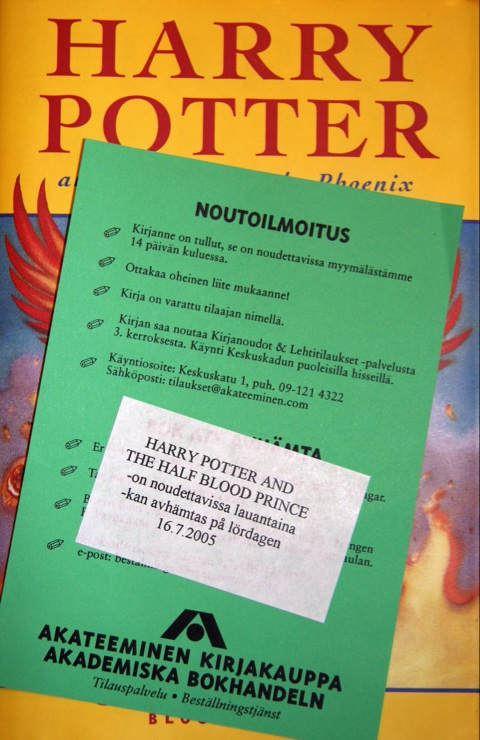
Etiqueta anunciando a pré-venda do livro em uma livraria finlandesa

O livro recebeu críticas notáveis da imprensa internacional, genericamente elogiando a narrativa de Rowling que, nessa ocasião, encontrava-se focada em um tom diferente do infantil. Além de ter sido um considerável sucesso comercial, o livro obteve a aprovação de inúmeros jornais britânicos. No entanto, o crítico John Mullan escreveu uma resenha do livro ao The Guardian, em que julgou a ausência de uma estrutura causada por um suposto desinteresse por parte da escritora em se envolver em aspectos distintos da série.
Liesl Schillinger, do The New York Times, elogiou os diversos temas da obra e o método de suspense usado para concluir o enredo. Entretanto, ela considera que o dom de Rowling está "mais para caracterização e desenvolvimento de tramas do que para linguagem", destacando o humor e a criatividade que a escritora praticou. A Kirkus Reviews relatou que o livro "deixará os leitores contentes, animados, agitados, com medo, enfurecidos, saciados, tristes, surpresos, pensativos e, provavelmente, perguntando-se para onde Voldemort foi, já que ele aparece somente em flashbacks. Eles afirmaram que o "humor irônico" da escritora se tornara uma "alegria ensurdecedora", e apelidaram o clímax de "trágico, mas não desconfortavelmente chocante". Yvonne Zipp, escritora do The Christian Science Monitor, elogiou a maneira como Rowling desenvolveu a ingressão de Harry na adolescência, e como os tópicos que interessavam os leitores desde a Câmera Secreta começavam a aparecer. Por outro lado, ela notou que o romance "fica um pouco exposto em alguns pontos" e leitores antigos possam ter previsto o final.
Christopher Paolini, jornalista da Entertainment Weekly e escritor da série Eragon, elogiou o desenvolvimento e amadurecimento dos personagens. Em sua opinião, Harry Potter e o Cálice de Fogo é o melhor livro da série, e o Enigma do Príncipe "está lá em cima também". A correspondente do The Boston Globe, Liz Rosenberg, enunciou: "O livro carrega uma medalha de gênio em cada página" e destacou as figuras retóricas e o tom sombrio do livro, considerando que a série se transformava de fantasia para terror. Escritor da Associated Press, Deepti Hajela enalteceu os novos tons emocionais e o envelhecimento de Harry ao ponto em que "fãs mais jovens talvez achem que [a série] amadureceu muito". Emily Green, do Los Angeles Times, foi generalizadamente positiva sobre o livro, porém expressou sua preocupação se crianças pequenas aguentariam o material contido nele. A crítica cultural Julia Keller, do Chicago Tribune, classificou-o como o "mais eloquente e substancial da série até agora" e considerou o humor como a chave do sucesso dos livros da série Harry Potter.
Por sua vez, David Kipen, do The San Francisco Chronicle, mostrou-se dividido e considerou Rowling já ter escrito "seis desses tijolos" como "o maior problema", e adicionou que "mesmo que estejam ficando melhores, não estão ficando mais frescos". Sendo o penúltimo volume da série, Kipen incluiu em sua análise que o livro "funciona mais como uma mera abertura para o final surgir". Embora tenha contestado que a autora não era capaz de escrever trabalhos originais, assumiu que os comportamentos amorosos descritos no livro são realistas; contudo, mencionou que a despedida de Harry e Gina remetia a situações semelhantes com Batman e Super-Homem.

### Vendas
Antes da publicação, 1,4 milhão de cópias de o Enigma do Príncipe foram vendidas na pré-venda pela Amazon.com, quebrando o recorde do romance anterior, a Ordem da Fênix, com 1,3 milhão. A tiragem inicial do livro foi de 10,8 milhões de exemplares, uma quantidade sem precedentes. Dentro das primeiras 24 horas de lançamento, o livro vendeu nove milhões de cópias no mundo inteiro, dois milhões no Reino Unido e cerca de 6,9 milhões nos Estados Unidos, o que levou a editora Scholastic a imprimir 2,7 milhões de cópias adicionais apressadamente. Duas semanas após a impressão inicial, o Enigma do Príncipe já se emergia como o livro mais vendido do ano. Nas primeiras nove semanas de publicação, já haviam sido registradas onze milhões de cópias vendidas nos Estados Unidos. A versão de audiolivro estadunidense, lida por Jim Dale, estabeleceu recordes de vendas com 165 mil cópias vendidas em dois dias, superando a adaptação de a Ordem da Fênix em vinte por cento. Um aumento de vendas de vinte e cinco por cento foi testemunhado pela Amazon.com, com 1,75 bilhão de dólares ganhos durante o terceiro trimestre do ano de publicação.

### Prêmios
Harry Potter e o Enigma do Príncipe ganhou diversos prêmios, incluindo o Livro do Ano de 2006, entregue pela British Book, e o Royal Mail Award for Scottish Children's Books de 2006 para idades de 8 a 12 anos no Reino Unido. Nos Estados Unidos, ganhou o Quill Awards nas categorias de "Livro do Ano" e "Melhor Livro Infantil", e foi listado entre os Melhores Livros para Jovens Adultos de 2006 pela American Library Association. A obra também ganhou um Selo de Platina pela Oppenheim Toy Portfolip por livro destacado.
| Ano  | Premiação                     | Categoria                                                             | Ref.          |
| ---- | ----------------------------- | --------------------------------------------------------------------- | ------------- |
| 2005 | The New York Times            | 100 Livros Destacados do Ano                                          | [ 72 ]        |
| 2005 | Quill Awards                  | Livro do Ano                                                          | [ 67 ] [ 73 ] |
| 2005 | Quill Awards                  | Melhor Livro Infantil em Capítulos                                    | [ 68 ] [ 73 ] |
| 2005 | Oppenheim Toy Portfolio       | Selo de Platina                                                       | [ 71 ]        |
| 2005 | CCBC Choices                  | -                                                                     | [ 71 ]        |
| 2005 | Cuffie do Publishers Weekly   | Melhor Sequência                                                      | [ 74 ]        |
| 2005 | Cuffie do Publishers Weekly   | Maior Decepção de Vendas                                              | [ 74 ]        |
| 2006 | British Book Awards           | Livro do Ano                                                          | [ 65 ]        |
| 2006 | American Library Association  | Melhor Livro para Jovens Adultos                                      | [ 75 ]        |
| 2006 | Royal Mail Award              | Livros Infantis Escoceses (melhor livro para leitores de 8 a 12 anos) | [ 66 ] [ 76 ] |
| 2006 | Booklist                      | Escolha dos Editores                                                  | [ 71 ]        |
| 2006 | Biblioteca Pública de Chicago | Ficção Adulta                                                         | [ 77 ]        |

### Impacto social

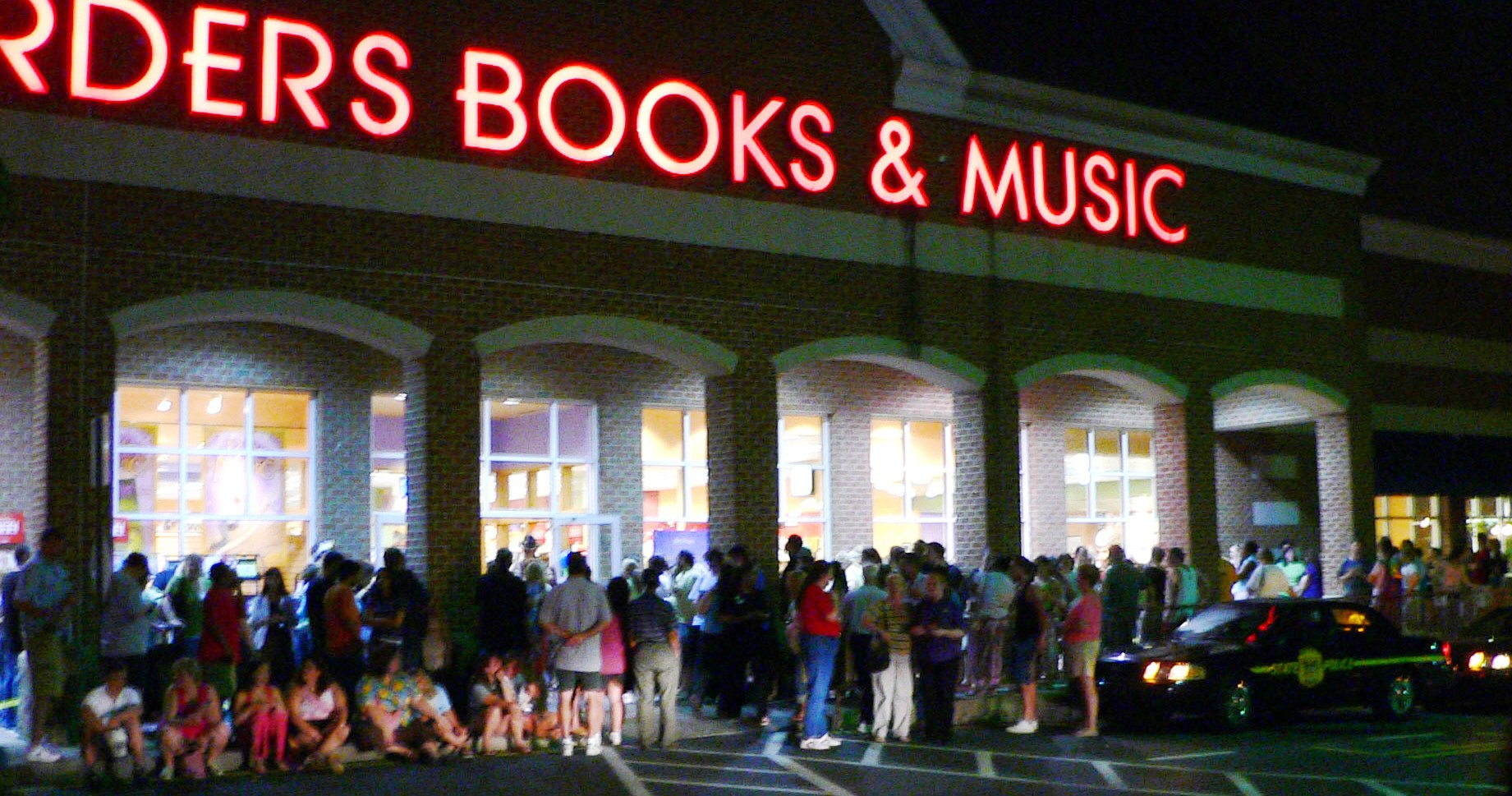
Fãs esperam pelo lançamento de meia-noite do livro do lado de fora da livraria Borders, em Newark, Delaware

O lançamento do romance causou festejos e concursos em diferentes livrarias e shoppings ao redor do mundo que, mesmo quando não eram organizados por esses estabelecimentos, contavam com a organização e realização por parte dos fãs; somente nos Estados Unidos um total de cinco mil eventos desse tipo ocorreram ao redor do país. As festividades contavam com fãs caracterizados da série nas filas e festas do pijama organizadas por jovens leitores. A livraria Barnes & Noble, de Manhattan, contou com uma máquina de fumaça cinza e contagem regressiva realizada pelo narrador das versões estadunidenses de audiolivro Jim Dale. Centenas de livrarias espalhadas pelos Estados Unidos foram palco de tais eventos como forma de comemoração ou promoção. A rede de livrarias W H Smith cancelou um evento de meia-noite que ocorreria na estação King's Cross, em vista dos atentados de 7 de julho na cidade.
Pesquisadores em Oxford descobriram que, nos finais de semana seguintes à publicação de a Ordem da Fênix e o Enigma do Príncipe, um número considerável de jovens que apresentavam um diagnóstico descrito como "Dor de Cabeça de Hogwarts" (termo atribuído por um médico em uma carta ao New England Journal of Medicine) deixou de visitar uma sala de emergência da Oxford. A "Dor de Cabeça de Hogwarts" consiste em uma cefaleia de tensão provavelmente acompanhada de uma dor no punho e no pescoço. A causa dessas dores de cabeça se dá pela tensão produzida por longas sessões de leitura dos livros de Harry Potter.
Assim como aconteceu anteriormente com as obras predecessoras, o livro foi ilegalmente distribuído on-line. Fora do cenário eletrônico, uma pirataria maciça do livro também havia iniciado, a qual oferecia descontos em diversos países. Durante esse período, a obra foi reportada como sendo a mais comercializada ilegalmente, visto que havia sido vazada poucas horas depois de sua publicação.
Uma semana antes da publicação do livro, o Papa Bento XVI permitiu que Gabriele Kuby divulgasse sua opinião sobre Harry Potter no livro Harry Potter — Good or Evil (Harry Potter - Bem ou Mal), a qual critica a série de um ponto de vista católico. Em cartas escritas quando ainda era cardeal em 2003, ele afirma que os livros praticam uma sedução sutil sobre os leitores jovens e "distorcem o cristianismo na alma" antes de terem tempo de se desenvolver de maneira adequada.

## Traduções
Harry Potter e o Enigma do Príncipe foi lançado simultaneamente no Reino Unido, Estados Unidos, Canadá, Austrália, Nova Zelândia e África do Sul. Junto com os outros volumes da série Harry Potter, o livro foi eventualmente traduzido para mais de 67 idiomas diferentes. Entretanto, por conta da segurança excessiva que o circundava, tradutores não puderam começar a traduzi-lo até a data de publicação inglesa, e as traduções não eram esperadas de serem lançadas até o terceiro bimestre do ano de 2005.
Na Alemanha, um grupo de "tradutores por passatempo" ofereceu downloads online de versões não autorizadas do livro para outras línguas 45 horas após o lançamento oficial, muito antes do tradutor alemão Fritz Klaus traduzir e publicá-lo. Para evitar disputas legais, os fãs se comprometeram a não distribuir seu trabalho a terceiros. Tanto foi a impaciência em ler o livro na França que a edição britânica alcançou a quinta colocação numa lista de best-sellers francesa.
A tradução do título do livro foi demasiadamente problemática. O termo "half-blood" (na tradução, mestiço) gerou controvérsias em diversos países, pois a tradução literal "meio-sangue" se refere geralmente a animais. Ao analisar o título do livro, a tradutora das edições brasileiras Lia Wyler observou que a palavra "Prince" ("Príncipe") se apresentava em letra maiúscula, e os nomes de livros brasileiros são grafados por letras minúsculas. Nesse particular, a tradutora usou uma explicação de Hermione Granger, cuja aponta que Prince é também um sobrenome. Rowling solicitou três opções de títulos aos tradutores dos países que não usam o termo "meio-sangues" com humanos. Wyler enviou "o príncipe mestiço", título que, segundo ela, "não daria conta da ambiguidade de "Prince", "O misterioso Príncipe" e "o Enigma do Príncipe", que foi aprovado. Segundo a tradutora, "A palavra chave no título não era mestiço, era Prince", e visto que a identidade do Príncipe é um mistério até o final do livro, "Enigma me pareceu dar conta do personagem e da situação."

## Edições
Desde o seu lançamento em formato de capa dura, o Enigma do Príncipe passou por diversos formatos e edições. Em 23 de junho de 2006, uma versão em brochura foi lançada no mercado britânico. Dois dias depois, a edição de bolso foi lançada no Canadá e nos Estados Unidos, onde teve uma tiragem inicial de dois milhões de cópias. Para celebrar o lançamento da edição de bolso americana, a Scholastic realizou sorteios de seis semanas em que os fãs se inscreveram em uma pesquisa online com o objetivo de adquirirem os prêmios. Simultaneamente com a publicação de capa dura original, foi lançada a edição para adultos no Reino Unido, cuja conta com uma capa diferente e teve a edição de bolso publicada em 23 de junho do ano seguinte. A "Edição Deluxe" da Scholastic também foi lançada em 16 de julho, na qual contou com ilustrações de Mary Grandpré e uma tiragem inicial de cerca de 100 mil cópias. Mais tarde, a Bloomsbury lançou uma "Edição Especial" em brochura em 6 de julho de 2009 e uma "Edição Autografada", também em brochura, em 1 de novembro de 2010. Junto com a publicação original do livro, uma versão em Braille foi lançada.

## Adaptações

### Filme

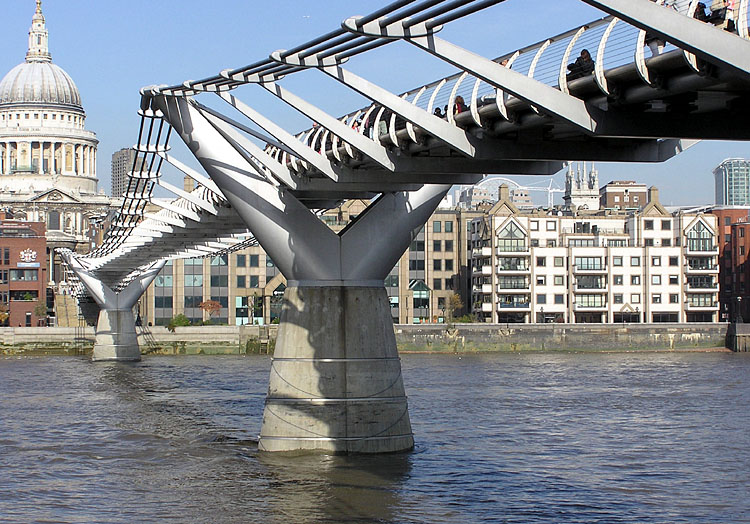
A Ponte do Milênio é destruída no filme

Sob a direção de David Yates, a versão cinematográfica de Harry Potter e o Enigma do Príncipe estreou no dia 15 de julho de 2009. A produção foi liderada por David Heyman e David Barron e o roteiro escrito pelo americano Steven Kloves. A autora exigiu que o elenco principal fosse de nacionalidade britânica, mas foi permitida a participação de alguns atores irlandeses, como Michael Gambon, que retratou Alvo Dumbledore a partir do terceiro longa, e Evanna Lynch, que interpretou Luna Lovegood. Os atores que interpretaram os personagens principais nos filmes anteriores continuaram a atuar no sexto. Jim Broadbent, Jessie Cave e Helen McCrory foram adicionados ao elenco, interpretando os papéis de Horácio Slughorn, Lilá Brown e Narcissa Malfoy, respectivamente.
O filme debutou em primeiro lugar na lista de filmes de maior bilheteria e segurou essa posição por quase duas semanas. A receita total do longa foi de 934 546 568 dólares, tornando-se o segundo filme de maior bilheteria do ano de 2009, estando somente atrás de Avatar e à frente de filmes como A Era do Gelo 3 e A Saga Crepúsculo: Lua Nova. O portal Metacritic, com base em trinta e seis análises recolhidas, concedeu-lhe uma média de 78 pontos, que vai até cem, indicando "aclamação universal", ao passo que o Rotten Tomatoes deu-lhe uma média de 83% de pontos baseada em 272 análises.

### Jogos eletrônicos
Livremente baseados no romance, os jogos foram lançados a partir de 2009, geralmente sob título original, Harry Potter and the Half-Blood Prince. Todos foram distribuídos pela Electronic Arts, porém produzidos por diferentes empresas. A trilha sonora foi composta por James Hannigan e gravada com a Orquestra Philharmonia nos estúdios AIR.
| Desenvolvedor   | Data de lançamento  | Plataforma        | Gênero        | Game Rankings | Metacritic |
| --------------- | ------------------- | ----------------- | ------------- | ------------- | ---------- |
| Electronic Arts | 30 de junho de 2009 | Microsoft Windows | Ação-aventura | 61,20%        | 64         |
| Electronic Arts | 30 de junho de 2009 | Xbox              | Ação-aventura | 64,02%        | 64         |
| Electronic Arts | 30 de junho de 2009 | Wii               | Ação-aventura | 61,47%        | 60         |
| Electronic Arts | 30 de junho de 2009 | PSP               | Ação-aventura | 47,50%        | N/A        |
| Electronic Arts | 30 de junho de 2009 | PlayStation 2     | Ação-aventura | 60%           | N/A        |
| Electronic Arts | 30 de junho de 2009 | PlayStation 3     | Ação-aventura | 64,48%        | 66         |
| Electronic Arts | 30 de junho de 2009 | DS                | Ação-aventura | 46,42         | 48         |
| Electronic Arts | 30 de junho de 2009 | Mac OS            | Ação-aventura | N/A           | N/A        |

### Audiolivro
Assim como todos os romances da série, o livro foi publicado no formato de audiolivro em sua língua original. Lançado simultaneamente com a versão original em 16 de julho de 2005, o audiolivro britânico conta com a narração de Stephen Fry, enquanto a versão estadunidense foi narrada por Jim Dale, que viajou por diversas cidades distantes com o objetivo de promover seu trabalho. Assim como ocorreu com a publicação física do livro, o material para tradução de outras línguas só foi distribuído para os responsáveis após seu lançamento original. No Brasil, foram lançados audiolivros somente para o primeiro e o segundo livro, narrados por Jorge Rebelo.